# Estructura hiperboloide

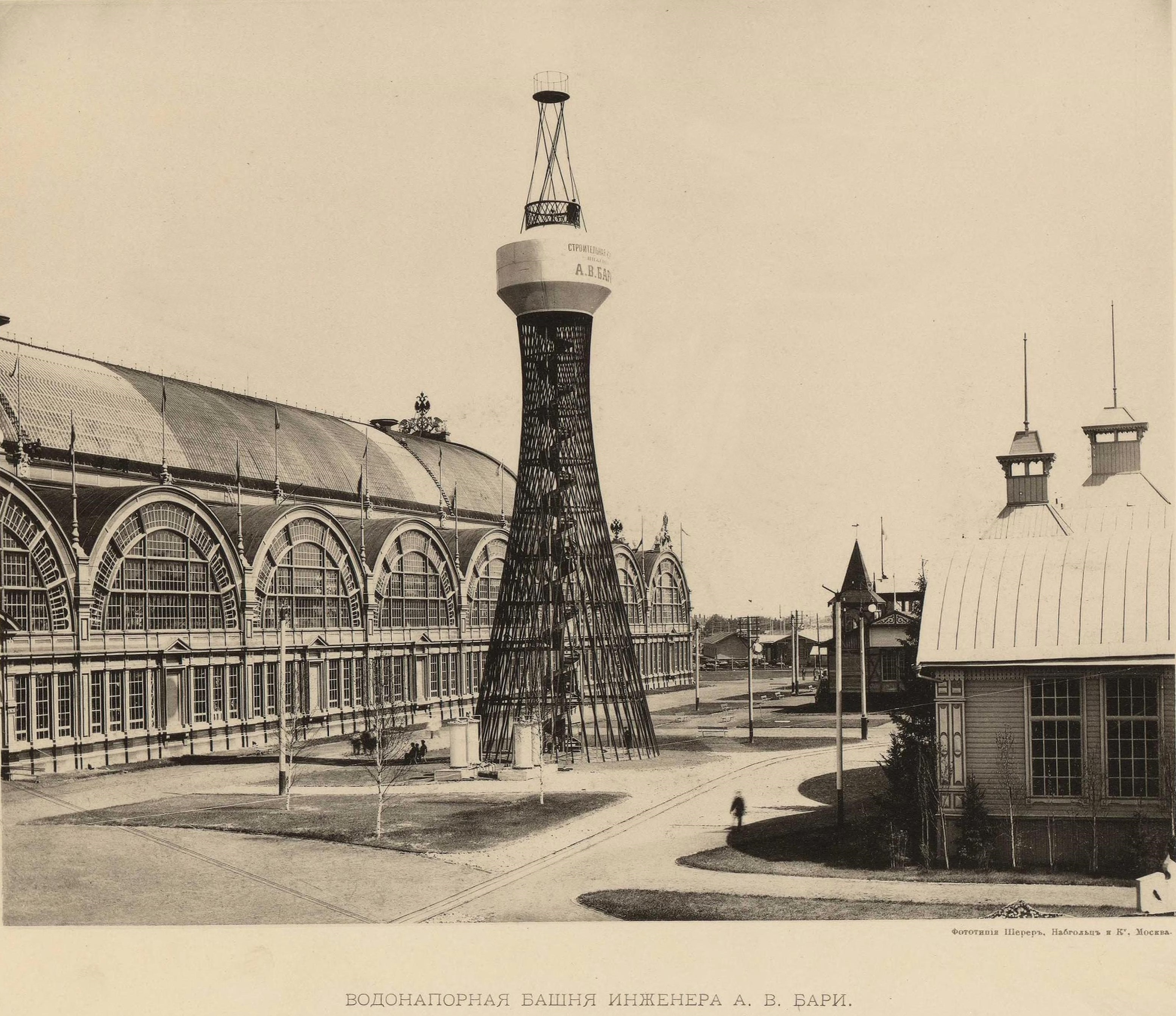
Torre de agua de Vladímir Shújov en Nizhni Nóvgorod (1896)

Las estructuras hiperboloides son construcciones diseñadas con geometría hiperbólica. A menudo se trata de estructuras altas como torres, en las que se aprovecha la resistencia estructural de la geometría hiperbólica para apoyar un objeto, como depósitos de agua, pero también se utiliza con propósito decorativo, así como por su economía estructural. Las primeras estructuras hiperboloides fueron construidas por el ingeniero ruso Vladímir Shújov (1853-1939).

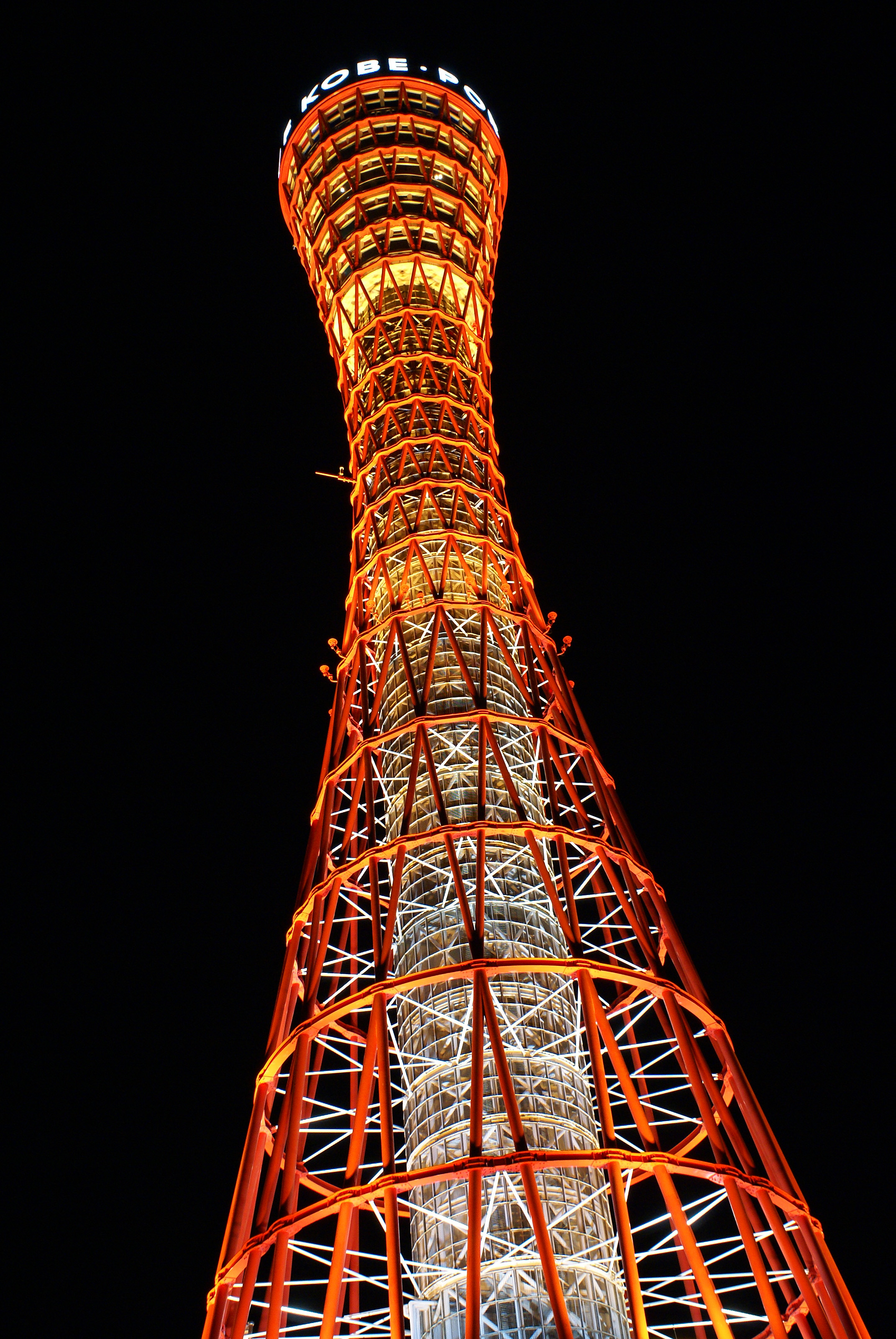
Vista nocturna de la torre hiperboloide de Kōbe, Japón.

## Historia
La primera estructura hiperboloide erigida en el mundo fue una torre de celosía en acero, localizada en la localidad de Polibino, en la región rusa de Lipetsk. La torre hiperboloide  fue construida y patentada en 1896 por el ingeniero y científico ruso Vladimir Shújov.
Sin embargo, Antoni Gaudí ya había utilizado estructuras hiperboloides integradas en la construcción de algunos de sus edificios, como en la majestuosa bóveda del Palau Güell, en 1888. Las estructuras hiperboloides fueron construidas posteriormente por otros arquitectos famosos, como Le Corbusier u Oscar Niemeyer.
El ingeniero español Eduardo Torroja diseñó más tarde la torre de agua de cáscara delgada en Fedala y la azotea del Hipódromo de la Zarzuela en forma de hiperboloide.

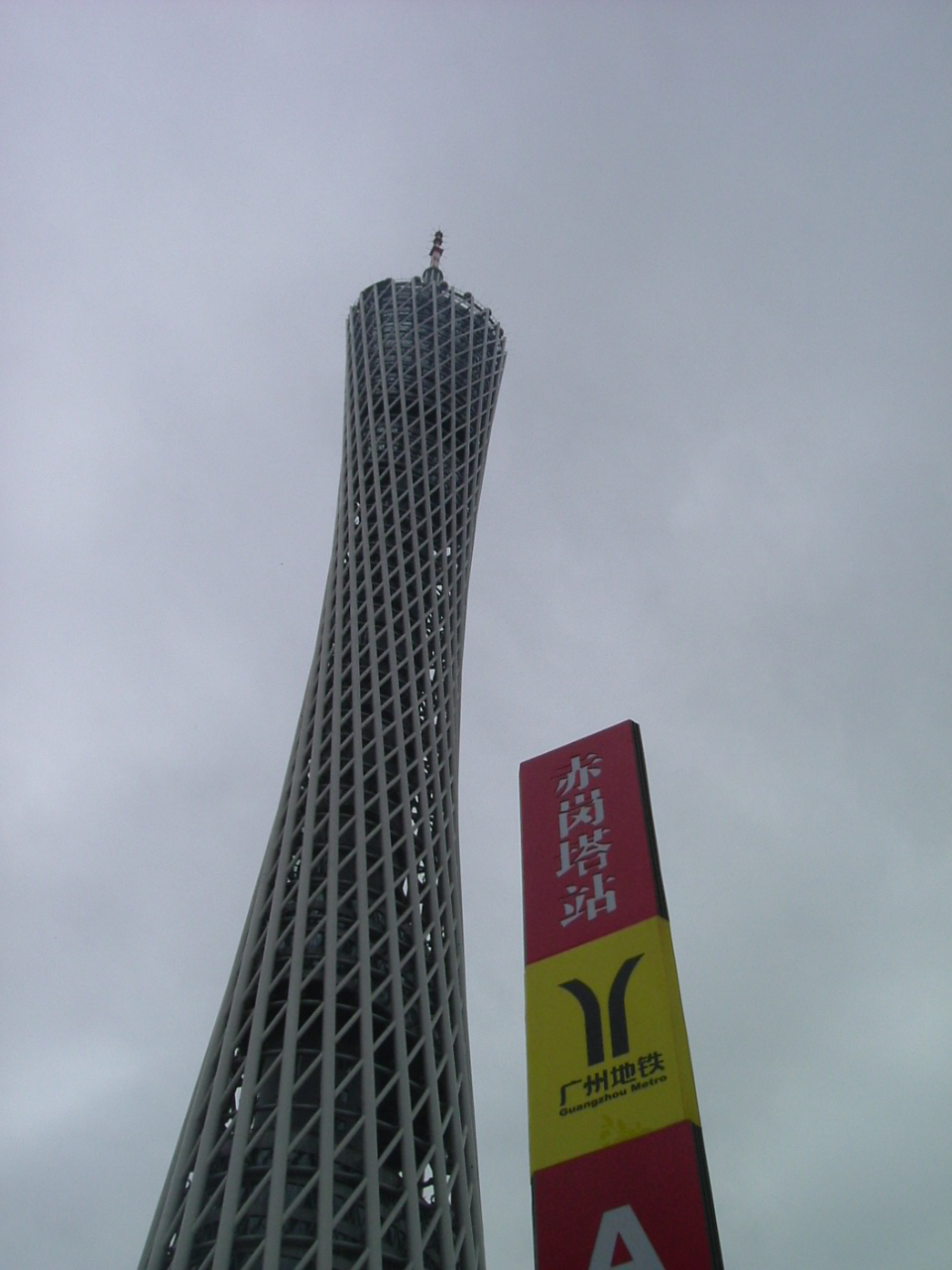
Estructura hiperboloide más alta

## Propiedades
Las estructuras hiperboloides tienen una curvatura Gaussiana negativa, lo que significa que su forma curva suele ser hacia dentro en vez de recta o hacia afuera. Al ser una superficie doblemente reglada, se pueden hacer con un entramado de vigas rectas, por lo tanto, suelen ser fáciles de construir y más fuertes que las estructuras curvadas, las cuales no están regladas y en su lugar deben ser construidas con vigas curvadas.
Las estructuras hiperboloides suelen ser más estables frente a las fuerzas externas que los edificios "rectos", pero sus formas a menudo generan grandes cantidades de volumen inutilizable (baja eficiencia). Por lo tanto se utilizan con mayor frecuencia en estructuras de un solo propósito como torres de agua, torres de enfriamiento, y estructuras con un fin estético.
Estas estructuras son preferidas en las torres de enfriamiento. En la parte inferior, el ensanchamiento de la torre proporciona una gran área donde se evaporará el agua circulada. Al evaporar y elevarse, el estrechamiento a mitad de la torre acelera el flujo laminar y, a continuación, al ensancharse, el contacto entre el aire caliente y el atmosférico permitirá una mezcla por turbulencia.